# Học viện Kinh tế và Nhân văn ở Łódź
Học viện Nhân văn và Kinh tế ở Łódź là một cơ sở đào tạo ngoài công lập của Nhà nước Ba Lan, được thành lập vào năm 1993. Học viện có cơ sở tại số 26, đường Sterlinga, thành phố Łódź.

## Lịch sử
Học viện Kinh tế và Nhân văn ở Łódź được thành lập theo Quyết định của Bộ trưởng Bộ Giáo dục Quốc gia ngày 5 tháng 10 năm 1993 với tư cách là Trường Đại học Kinh tế và Nhân văn ở Łódź. Năm đầu tiên, đã có 150 sinh viên nhập học, số lượng sinh viên tăng lên đáng kể quả các năm. Trong năm học 2000-2001, đã có gần 11.000 sinh viên theo học các ngành đào tạo tại Nhà trường. Đến năm 2002, trường đã có quyền đào tạo và cấp bằng thạc sĩ cho ngành Quản lí kinh tế, Marketing, khoa học máy tính. Đến năm 2007, trường được phép đào tạo và cấp bằng Tiến sĩ trong ba ngành nói trên. Ngày 19 tháng 3 năm 2009, trường đã chính thức được đổi thành Học viện Kinh tế và Nhân văn ở Łódź.

## Cơ cấu các Khoa[2]
- Khoa Nghệ thuật

1. Đồ họa
2. Văn hóa
3. Nhảy

- Khoa Nhân văn

1. Truyền thông xã hội
2. Ngôn ngữ Ba Lan
3. Văn học

- Khoa Tâm lý sư phạm

1. Giáo dục học
2. Tâm lý học

- Khoa Luật và Hành chính

1. Hành chính
2. Luật học
3. Chính trị học

- Khoa Kinh tế và Quản trị

1. Bảo mật nội bộ
2. Kinh tế
3. Kinh tế du lịch
4. Quản trị

- Khoa Kỹ thuật Công nghệ thông tin

1. Tin học
2. Cơ khí
3. Vận chuyển

- Khoa Điều dưỡng